# Goldtukan

Verbreitungskarte

Der Goldtukan (Pteroglossus bailloni) ist ein in Südamerika beheimateter Spechtvogel aus der Familie der Tukane. Er gehört der Gattung der Schwarzarassaris an und wurde erstmals 1819 von Louis Pierre Vieillot beschrieben.

## Merkmale
Der Goldtukan ist ein mittelgroßer Vogel mit dem typischen großen Tukanschnabel. Das Gefieder ist von oliv und gelblicher Farbe. An der Basis ist der grünlich-gelbe Schnabel kastanienrot. Die unbefiederte Haut um die Augen ist rosaorange.

## Verbreitung und Lebensraum
Der Goldtukan ist im Osten Paraguays, in der argentinischen Region Misiones und im Südosten Brasiliens zu finden, wo er in Feucht- und Regenwäldern heimisch ist.

## Lebensweise
Goldtukane ernähren sich hauptsächlich von Früchten.

## Gefährdung
Nach Angaben der IUCN ist der Bestand „near threatened“, was eine noch nicht akute Bedrohung bedeutet. Die Zerstörung des tropischen Lebensraums stellt derzeit die größte Gefahr dar.

## Systematik
Über die Gattungszugehörigkeit des Goldtukans herrschte seit seiner Entdeckung oft Uneinigkeit. Ursprünglich wurde er als Ramphastos bailloni geführt, in den 1930er und 1940er Jahren war eine Einordnung in die Gattung Andigena (Blautukane) angedacht. Später galt er lange Zeit als eigene Gattung mit nur einer Art, mit dem wissenschaftlichen Namen Baillonius bailloni. Im Jahr 2004 wurde auf Grundlage der Untersuchung des Genoms der Tiere ein Vergleich mit anderen Tukanen vorgenommen, der eine Einordnung als Pteroglossus zum Ergebnis hatte.

## Etymologie und Forschungsgeschichte
Die Erstbeschreibung des Goldtukans erfolgte 1819 durch Louis Pierre Vieillot unter dem wissenschaftlichen Namen Ramphastos Bailloni. Vieillot bezog sich bei seiner Beschreibung auf François Levaillants L'Aracari baillon. 1811 führte Johann Karl Wilhelm Illiger die für die Wissenschaft neue Gattung Pteroglossus ein. Dieser Begriff leitet sich von πτερον pteron für Feder und γλωσσα glōssa für Zunge ab. Bailloni ist Jean François Emmanuel Baillon (1742–1801) gewidmet. Alfred Laubmann sah die Art in seinem Werk Die Vögel von Paraguay noch in der Gattung Andigena Gould, 1851. Für Paraguay sah er nur einen Nachweis durch Arnaldo de Winkelried Bertoni aus dem Jahre 1917 bei Puerto Bertoni.